# Ґушкеджан
Ґушкеджан (перс. گوشكجان) — село в Ірані, у дегестані Лафмеджан, в Центральному бахші, шагрестані Ляхіджан остану Ґілян. За даними перепису 2006 року, його населення становило 211 осіб, що проживали у складі 75 сімей.

## Клімат
Середня річна температура становить 14,61°C, середня максимальна – 28,53°C, а середня мінімальна – 0,13°C. Середня річна кількість опадів – 1185 мм.
| Клімат поселення                              | Клімат поселення | Клімат поселення | Клімат поселення | Клімат поселення | Клімат поселення | Клімат поселення | Клімат поселення | Клімат поселення | Клімат поселення | Клімат поселення | Клімат поселення | Клімат поселення | Клімат поселення |
| Показник                                      | Січ.             | Лют.             | Бер.             | Квіт.            | Трав.            | Черв.            | Лип.             | Серп.            | Вер.             | Жовт.            | Лист.            | Груд.            |                  |
| Середній максимум, °C                         | 9,19             | 9,42             | 11,92            | 18,03            | 21,91            | 25,54            | 28,53            | 28,20            | 25,18            | 21,29            | 16,98            | 12,60            |                  |
| Середня температура, °C                       | 4,65             | 4,89             | 7,40             | 13,50            | 17,40            | 21,01            | 24,15            | 23,81            | 20,78            | 16,89            | 12,59            | 8,23             |                  |
| Середній мінімум, °C                          | 0,13             | 0,36             | 2,86             | 8,98             | 12,85            | 16,49            | 19,76            | 19,42            | 16,39            | 12,50            | 8,19             | 3,85             |                  |
| Норма опадів, мм                              | 120              | 98               | 89               | 49               | 46               | 32               | 32               | 61               | 131              | 201              | 176              | 150              |                  |
| Середньомісячна швидкість вітру, м/с          | 2.30             | 2.42             | 2.41             | 2.34             | 2.39             | 2.57             | 2.60             | 2.30             | 2.10             | 2.10             | 2.00             | 2.06             |                  |
| Середньомісячна сонячна радіація, кДж/м²·день | 6923             | 9035             | 11020            | 15562            | 19879            | 21848            | 22383            | 18975            | 15519            | 10837            | 8645             | 6639             |                  |
| --------------------------------------------- | ---------------- | ---------------- | ---------------- | ---------------- | ---------------- | ---------------- | ---------------- | ---------------- | ---------------- | ---------------- | ---------------- | ---------------- | ---------------- |
| Джерело:                                      |                  |                  |                  |                  |                  |                  |                  |                  |                  |                  |                  |                  |                  |